# EuroBrun
EuroBrun je nekdanje italijansko moštvo Formule 1, ki je v prvenstvu sodelovalo med sezonama 1988 in 1990. Nikoli ni osvojilo prvenstvenih točk, najboljšo uvrstitev je z enajstim mestom na Veliki nagradi Madžarske v sezoni 1988 dosegel Stefano Modena.

## Popoln pregled rezultatov
(legenda) (odebeljene dirke pomenijo najboljši štartni položaj)
| Leto | Šasija                         | Motor       | Gume | Dirkači        | 1    | 2    | 3    | 4    | 5    | 6    | 7    | 8    | 9    | 10   | 11   | 12   | 13   | 14   | 15   | 16   | Toč | Prv |
| ---- | ------------------------------ | ----------- | ---- | -------------- | ---- | ---- | ---- | ---- | ---- | ---- | ---- | ---- | ---- | ---- | ---- | ---- | ---- | ---- | ---- | ---- | --- | --- |
| 1988 | EuroBrun ER188                 | Ford DFZ V8 | G    |                | BRA  | SMR  | MON  | MEH  | KAN  | VZDA | FRA  | VB   | NEM  | MAD  | BEL  | ITA  | POR  | ŠPA  | JAP  | AVS  | 0   | NC  |
| 1988 | EuroBrun ER188                 | Ford DFZ V8 | G    | Oscar Larrauri | Ret  | DNQ  | Ret  | 13   | Ret  | Ret  | Ret  | DNQ  | 16   | DNQ  | DNPQ | DNPQ | DNPQ | DNQ  | DNQ  | Ret  | 0   | NC  |
| 1988 | EuroBrun ER188                 | Ford DFZ V8 | G    | Stefano Modena | Ret  | NC   | DSQ  | DSQ  | 12   | Ret  | 14   | 12   | Ret  | 11   | DNQ  | DNQ  | DNQ  | 13   | DNQ  | Ret  | 0   | NC  |
| 1989 | EuroBrun ER188B EuroBrun ER189 | Judd CV V8  | P    |                | BRA  | SMR  | MON  | MEH  | ZDA  | KAN  | FRA  | VB   | NEM  | MAD  | BEL  | ITA  | POR  | ŠPA  | JAP  | AVS  | 0   | NC  |
| 1989 | EuroBrun ER188B EuroBrun ER189 | Judd CV V8  | P    | Gregor Foitek  | DNQ  | DNPQ | DNPQ | DNPQ | DNPQ | DNPQ | DNPQ | DNPQ | DNPQ | DNPQ | DNPQ |      |      |      |      |      | 0   | NC  |
| 1989 | EuroBrun ER188B EuroBrun ER189 | Judd CV V8  | P    | Oscar Larrauri |      |      |      |      |      |      |      |      |      |      |      | DNPQ | DNPQ | DNPQ | DNPQ | DNPQ | 0   | NC  |
| 1990 | EuroBrun ER189B                | Judd CV V8  | P    |                | ZDA  | BRA  | SMR  | MON  | KAN  | MEH  | FRA  | VB   | NEM  | MAD  | BEL  | ITA  | POR  | ŠPA  | JAP  | AVS  | 0   | NC  |
| 1990 | EuroBrun ER189B                | Judd CV V8  | P    | Roberto Moreno | 13   | DNPQ | Ret  | DNQ  | DNQ  | DSQ  | DNPQ | DNPQ | DNPQ | DNPQ | DNPQ | DNPQ | DNPQ | DNPQ |      |      | 0   | NC  |
| 1990 | EuroBrun ER189B                | Judd CV V8  | P    | Claudio Langes | DNPQ | DNPQ | DNPQ | DNPQ | DNPQ | DNPQ | DNPQ | DNPQ | DNPQ | DNPQ | DNPQ | DNPQ | DNPQ | DNPQ |      |      | 0   | NC  |